# Lawsonite
La lawsonite est une espèce minérale du groupe des silicates, sous-groupe des sorosilicates, de formule CaAl2Si2O7(OH)2•H2O, avec des traces : Ti;Fe;Mn;Mg;Na;K;F. Les cristaux peuvent atteindre 5 cm.

## Historique de la description et appellations

### Inventeur et étymologie
Décrite en 1895 par le minéralogiste Ransome, dédiée au professeur Andrew Cowper Lawson (1861-1952), géologue écossais.

### Topotype
- Péninsule de Tiburon, Comté de Marin, Californie États-Unis.
- les échantillons types sont déposés : au National Museum of Natural History, Washington, D.C., États-Unis, No 83635 et au Musée d'histoire naturelle de Londres, Angleterre, No 1933, No 239-240.

## Caractéristiques physico-chimiques

### Variété
Chromian Lawsonite : variété chromifère de lawsonite décrite par Sherlock en 1999 en Turquie.

### Cristallochimie
- Elle est le dimorphe de la parthéite (en).
- La lawsonite sert de chef de file avec l’ilvaïte (en) à un groupe de minéraux isostructuraux.

Groupe de la lawsonite-ilvaïte
- Lawsonite CaAl2Si2O7(OH)2•(H2O) Ccmm 2/m 2/m 2/m
- Hennomartinite (it) SrMn2Si2O7(OH)2•(H2O) C mcm 2/m 2/m 2/m
- Ilvaïte (en) CaFe2FeSi2O7O(OH) Pbnm 2/m 2/m 2/m
- Noelbensonite (it) BaMn2(Si2O7)(OH)2•(H2O) C mcm 2/m 2/m 2/m
- Itoïgawaïte (de) SrAl2Si2O7(OH)2•(H2O) C mcm 2/m 2/m 2/m
- Manganilvaïte CaFeFe(Mn,Fe)(Si2O7)O(OH) P 21/a 2/m

### Cristallographie
- Paramètres de la maille conventionnelle : {\displaystyle a} = 8,79 Å, {\displaystyle b} = 5,84 Å, {\displaystyle c} = 13,133 Å ; Z = 4 ; V = 674,16 Å3
- Densité calculée = 3,10 g cm−3

## Gîtes et gisements

### Gîtologie et minéraux associés
- Formée dans le métamorphisme à haute pression et basse température de type schiste à glaucophane.
- Elle se présente aussi comme un minéral secondaire issu de la dégradation du gabbro et de la diorite.
- Constituant occasionnel de l'éclogite.

Minéraux associésCalcite, crossite (en), épidote, glaucophane, grenats, jadéite, pumpellyite, quartz, titanite.

### Gisements producteurs de spécimens remarquables
- États-Unis

Péninsule de Tiburon, Comté de Marin, Californie
- France

Crique de Porh Morvil, Ile de Groix,  Morbihan, Bretagne
Les Clausis, Saint-Véran, Hautes-Alpes, Provence-Alpes-Côte d'Azur 
- Italie

Ile de Gorgona, Livourne Toscane
- Turquie

Massif de Sivrihisar, Province d'Eskişehir, Anatolie centrale. Pour la variété chromifère ou non.